# Wooden Arms
Wooden Arms — третий студийный альбом канадского инди-рок-певца и автора песен Патрика Уотсона, изданный 28 апреля 2009 года на лейбле Secret City Records. Альбом получил положительные отзывы музыкальной критики и интернет-изданий, а также золотую сертификацию в Канаде. Альбом получил номинацию на премию Polaris Music Prize
Первый сингл альбома, «Tracy’s Waters», был выпущен 5 марта, а 6 апреля группа исполнила новую песню, «Beijing», на радиошоу Q на CBC Radio. Песня «Fireweed» также была выпущена в качестве сингла, и на нее был снят клип, в котором использовались как живые действия, так и анимация.
Альбом был номинирован на Polaris Music Prize 2009 года, награду, которую Уотсон получил в 2007 году со вторым релизом Close to Paradise.
Песня «Big Bird in a Small Cage» была выбрана в качестве Starbucks iTunes Pick of the Week за 25 августа 2009 года.
Песня «Beijing» была вдохновлена фильмом «Быть Джоном Малковичем» и идеей найти себя в чужой жизни в Пекине.
Песня «Summer Sleeps» (бонус-трек для iTunes и винила) была использована в телешоу «Континуум», сезон 1, эпизод 9.

## Отзывы
| Оценки критиков | Оценки критиков |
| Источник        | Оценка          |
| --------------- | --------------- |
| Bande à part    | (8.6/10)        |
| NME             | (9/10)          |
| Pitchfork Media | (3.3/10)        |
| The Guardian    | [ 10 ]          |
| Wunderkammer    | (Mixed)         |

Альбом получил положительные отзывы музыкальной критики и интернет-изданий.
Энтони Торнтон из NME отметил в рецензии: «На этом третьем альбоме музыкальные настройки углубляются в атмосферу предыдущих пластинок. Спонтанно звучащие аранжировки, дополненные уникальным меркуриальным голосом Уотсона, поочередно витиеваты, величественны и тонки, но никогда не бывают менее чем совершенно завораживающими. От уравновешенного и элегантного шансона заглавного трека до звенящей карнавальной атмосферы „Travelling Salesman“ в стиле Тома Уэйтса и душераздирающе прекрасного дуэта на банджо „Big Bird In A Small Cage“ — эти опьяняющие песни заслуживают вашего внимания».
Дейв Симпосн из The Guardian отметил, что «Wooden Arms не так мгновенно, как его предшественник, требует нескольких прослушиваний, прежде чем призрачные мелодии и более туманные текстуры вовлекут вас в процесс».

## Список композиций
| №   | Название                    | Длительность |
| --- | --------------------------- | ------------ |
| 1.  | «Fireweed»                  | 3:35         |
| 2.  | «Tracy's Waters»            | 3:47         |
| 3.  | «Beijing»                   | 4:06         |
| 4.  | «Wooden Arms»               | 3:08         |
| 5.  | «Hommage»                   | 2:04         |
| 6.  | «Traveling Salesman»        | 3:42         |
| 7.  | «Big Bird in a Small Cage»  | 4:03         |
| 8.  | «Down at the Beach»         | 5:18         |
| 9.  | «Man Like You»              | 4:11         |
| 10. | «Where the Wild Things Are» | 3:52         |
| 11. | «Machinery of the Heavens»  | 7:26         |

| №   | Название                             | Длительность |
| --- | ------------------------------------ | ------------ |
| 12. | «Hearts in the Park»                 |              |
| 13. | «Summer Sleeps» (iTunes bonus track) |              |

## Чарты
| Чарт                            | Высшая позиция |
| ------------------------------- | -------------- |
| Belgian Albums Chart (Flanders) | 22             |
| Dutch Albums Chart              | 34             |
| French Albums Chart             | 104            |

## Сертификации
| Страна                | Сартификация |
| --------------------- | ------------ |
| Канада (Music Canada) | Золотая      |